# El cuarteto de Alejandría

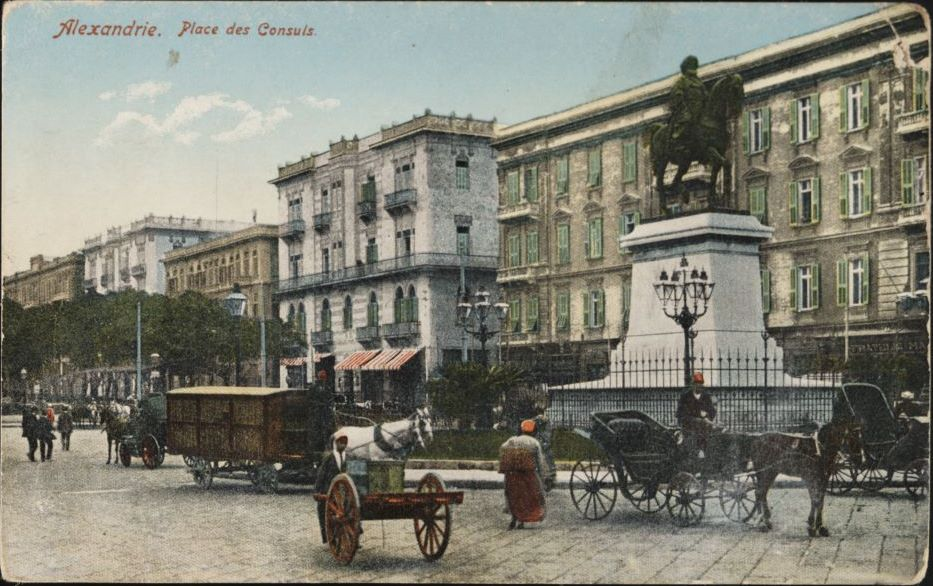
Alexandrie. Place des Consuls. (L. Papazoglou & Co.)

El cuarteto de Alejandría (The Alexandria Quartet) es una tetralogía de novelas del escritor Lawrence Durrell, publicadas entre 1957 y 1960, que presenta cuatro perspectivas diferentes de un mismo conjunto de personajes frente a los  acontecimientos que tienen lugar en Alejandría y Egipto, antes y durante la Segunda Guerra Mundial.
La obra está compuesta por cuatro novelas:
- Justine (1957)
- Balthazar (1958)
- Mountolive (1958)
- Clea (1960)

## La obra
El cuarteto de Alejandría sería la obra que convirtiese a Lawrence Durrell en uno de los principales exponentes del género clásico de nuestro tiempo debido, en buena medida, a su exploración de las posibilidades del lenguaje narrativo, caracterizada por la experimentación formal en cuanto al tratamiento del tiempo y el espacio, lo que le valdría entusiastas comparaciones desde la crítica con prominentes autores como Proust y Faulkner. 
En 1957, apareció Justine, la primera novela de la tetralogía.
Estas obras se refieren a los acontecimientos sucedidos en Alejandría y Egipto justo antes y durante la Segunda Guerra Mundial, matizando la convulsión presente interior de la sociedad del momento como producto de la guerra, con el amor "en todas sus formas" a través de pasajes de gran belleza que se mezclan con estudios sobre una compleja investigación sensual. Los primeros tres libros (Justine, Balthazar y Mountolive) cuentan en esencia la misma historia pero desde diferentes perspectivas, fruto de una técnica descrita por Durrell en su nota introductoria a Balthazar como "relativista". Sólo es en el libro final de la tetralogia, Clea (1960), que la historia avanza en el tiempo y alcanza su desenlace.
El cuarteto impresionó a los críticos por la riqueza de su estilo, la variedad y viveza de sus personajes, su movimiento entre lo personal y lo político, y sus descripciones exóticas de la ciudad de Alejandría y sus alrededores, a la cual Durrell retrata en sus obras con gran detalle e interés como «... la ciudad que nos usaba como su flora —precipitando en nosotros conflictos que eran de ella y que nosotros erróneamente creíamos que eran nuestros—: ¡querida Alejandría!». 
La recepción positiva de la crítica fue tal que incluso se llegó a especular acerca del otorgamiento del Nobel de Literatura a Durrell. Según The Times, «Si alguna vez una obra llevó una firma instantáneamente reconocible en cada frase es esta». Hoy día se reconoce al Cuarteto de Alejandría como la obra principal de Lawrence Durrell y con la cual alcanzó la fama en su carrera como autor.
En 2012, cuando se abrieron los registros Nobel después de 50 años, se reveló que Durrell había sido nominado para el Premio Nobel de Literatura de en 1961, pero no llegó a la lista final. En 1962, sin embargo, recibió una seria consideración, junto con Robert Graves, Jean Anouilh y Karen Blixen, pero finalmente perdió ante John Steinbeck . La Academia decidió que "no se le daría preferencia a Durrell este año", probablemente porque "no pensaron que The Alexandria Quartet era suficiente, por lo que decidieron mantenerlo bajo observación para el futuro". Sin embargo, nunca más fue nominado. También señalaron que "da un regusto dudoso... debido a [su] preocupación monomaníaca por las complicaciones eróticas".

## En el cine
En 1969 el cineasta estadounidense George Cukor, pretendió llevar a cabo una adaptación cinematográfica del primer libro de la tetralogía, Justine (1957), pero dada la complejidad de la obra se criticó fuertemente la cinta por simplificar la historia hasta el punto del melodrama, y no fue bien recibida.